# Cotesia fascifemorata
Cotesia fascifemorata är en stekelart som beskrevs av Van Achterberg 2006. Cotesia fascifemorata ingår i släktet Cotesia och familjen bracksteklar. Inga underarter finns listade i Catalogue of Life.